# معلومات مضللة مرتبطة بالتلقيح
تنتشر المعلومات المضللة المرتبطة بالتلقيح والتمنيع على وسائل الإعلام ووسائل التواصل الاجتماعي. يشارك عامة الشعب والمشاهير في الترويج المقصود للمعلومات الخاطئة ونظريات المؤامرة. تغذي هذه المعلومات الخاطئة التردد في تلقي اللقاح وتؤدي بالتالي إلى تفشي الأمراض. على الرغم من أن معارضة التلقيح وجدت منذ قرون، لكن الإنترنت ووسائل التواصل الاجتماعي سهلت انتشار المعلومات المضللة المتعلقة باللقاح. غالبًا ما تقدم مخاوف السلامة المتعلقة باللقاحات وغير المدعومة بأدلة كمعلومات علمية على الإنترنت.

## المدى
وجد استطلاع أجرته الجمعية الملكية للصحة العامة أن 50% من آباء الأطفال ذوي الأعمار أقل من 5 سنوات يصادفون بشكل متكرر معلومات مضللة حول التطعيم على وسائل التواصل الاجتماعي. وجدت روبوتات على تويتر تنشر معلومات مضللة متعلقة بسلامة اللقاح. تتنكر هذه الروبوتات كمستخدمين شرعيين، وبالتالي تخلق توازنًا زائفًا موحيًا بأن هناك عدد متساوٍ تقريبًا من الأفراد على طرفي النقاش. تستخدم الحسابات التي أنشأتها الروبوتات قصصًا مشوقة متعلقة بالتلقيح كفخ لزيادة أرباحها وتعريض المستخدمين للبرمجيات الخبيثة.
كشفت دراسة تحليلية أن المجتمع المعارض للقاح يستقطب الأفراد الذين كانوا سابقًا مهتمين بالطب البديل أو يؤمنون بنظريات المؤامرة. أظهرت دراسة أخرى أن الميل للاعتقاد بنظريات المؤامرة يرتبط بازدياد قابلية الأفراد لامتلاك موقف سلبي حول التلقيح.
يمكن أن يؤدي نشر المعلومات المضللة عن التلقيح إلى أرباح مادية إذ أن النشر على وسائل التواصل الاجتماعي يمكن أن يكون سببًا لجني الأموال من خلال طلب التمويل أو جمع التبرعات لأغراض معادية للتلقيح.

## قائمة المعلومات المضللة الشائعة
صنفت منظمة الصحة العالمية المعلومات المضللة المرتبطة بالتلقيح إلى خمسة مجالات أساسية.
هذه المجالات هي: خطورة المرض (الأمراض التي يمكن الوقاية منها باللقاح غير ضارة) والثقة (التشكيك بمصداقية سلطات الرعاية الصحية التي تقدم اللقاحات) والطرق البديلة (مثل الطب البديل كبديل عن التلقيح) والفعالية (اللقاحات لا تجدي نفعًا) والسلامة (اللقاحات لديها مخاطر أكثر مما لديها فوائد).

### يسبب التلقيح أمراض مجهولة السبب
- اللقاحات تسبب التوحد: يوجد إجماع علمي بعدم وجود صلة بين اللقاحات والتوحد. لم يثبت أن أيًّا من مكونات اللقاحات، بما فيها الثيوميرسال، قد تسبب التوحد.[7]
- يمكن أن تسبب اللقاحات ذات المرض الذي تلقح الشخص ضده: لجعل اللقاحات أكثر أمانًا من المرض، تُقتل الفيروسات أو البكتيريا أو تُضعف. وبالتالي، لا تستطيع البكتيريا أو الفيروسات الموجودة في اللقاح مهاجمة الجهاز المناعي للشخص السليم.
- تسبب اللقاحات آثارًا جانبية ضارة وحتى الموت: اللقاحات آمنة جدًا. تكون معظم التأثيرات الجانبية بعد التلقيح خفيفة وعابرة، مثل التهاب الحلق أو الحمى الخفيفة، والتي يمكننا السيطرة عليها عن طريق تناول الباراسيتامول بعد التلقيح.[8]

### البدائل الطبيعية للتلقيح
استجابة للمعلومات المضللة، قد يلجأ الأشخاص إلى الطب المكمل أو البديل عوضًا عن التلقيح. يرى الأشخاص المؤمنون بهذا المنطق أن اللقاحات «سامة ومؤذية» في حين يعتبرون الوسائل البديلة «الطبيعية» آمنة وفعالة. تشمل المعلومات المضللة الشائعة المتعلقة بالعلاجات البديلة عن التلقيح ما يلي:
- تناول اللبن يشفي من الإصابة بفيروس الورم الحليمي البشري: لا يمكن أن يؤدي تناول أي منتج طبيعي إلى الوقاية من فيروس إتش بي في أو الشفاء منه.
- يمكن استخدام المعالجة المثلية كعلاج بديل للوقاية من الحصبة: أظهرت الأدلة فشل المعالجة المثلية في الوقاية من الحصبة.[10]

### اللقاحات باعتبارها أداة قتل جماعي
انتشرت معلومات مضللة قائلة إن التطعيم الإجباري قد يكون وسيلة «لإخلاء الأرض من البشر» عام 2011 بسبب تفسير خاطئ لأحد أقوال بيل غيتس. ظهرت ادعاءات خاطئة مفادها أن اللقاحات تتدخل في المادة الوراثية وتعدل الحمض النووي البشري.

### تحوي مكونات اللقاحات إضافات سامة
يؤكد المعارضون للقاحات أن المكونات الموجودة في اللقاحات مثل الثيوميرسال والألومنيوم قادرة على التسبب بكوارث صحية. الثيوميرسال مركب عديم الأذى موجود في اللقاحات، ويستخدم للحفاظ على عقامة المركب كما لا يملك أي تأثيرات جانبية معروفة. يدخل الألومنيوم في تركيب اللقاحات كمركب مساعد، ويملك سمية منخفضة حتى عند وجود بكميات كبيرة. يوجد الفورمالدهيد في بعض اللقاحات بكميات قليلة قابلة للإهمال وهو عديم الأذى. انتشرت معلومات قائلة إن لقاحات مرض فيروس كورونا 2019 تحتوي على مواد حرام في المجتمعات الإسلامية.

### اللقاحات جزء من مؤامرة حكومية/دوائية
استُخدمت نظرية مؤامرة شركات الأدوية الكبيرة في سياق اللقاحات، وتقول هذه النظرية إن شركات الأدوية الكبيرة تعمل لأغراض شريرة معادية للمصلحة العامة.

### الأمراض التي يمكن الوقاية منها باللقاح غير ضارة
هناك اعتقاد شائع بأن الأمراض التي يمكننا الوقاية منها باللقاحات مثل الحصبة غير مؤذية. لكن الحصبة تبقى مرضًا خطيرًا يمكن أن يؤدي إلى مضاعفات خطرة تصل حتى الموت. يعتبر اللقاح الوسيلة الوحيدة للوقاية من هذا المرض.

### روايات شخصية لأفراد تعرضوا للأذى
تنتشر الروايات الشخصية والقصص الخاطئة أحيانًا حول اللقاحات. انتشرت معلومات مضللة تدعي موت عدد من الأشخاص نتيجة التطعيم بلقاح مرض فيروس كورونا 2019.

### الأمراض القابلة للوقاية منها بالتلقيح قد قُضي عليها
مكن التلقيح من تقليص الإصابات بمعظم الأمراض القابلة للتلقيح. لكن عددًا منها لا يزال موجودًا ويمكن أن يسبب تفشيًا للمرض في بعض أجزاء العالم. إذا لم تتوفر حماية للمجتمع عبر التلقيح، يمكن أن ينتشر المرض بسرعة من دولة إلى أخرى. لا تفيد اللقاحات في وقاية الفرد وحسب، بل تسبب مناعة القطيع عندما يتلقى عدد كافٍ من أفراد المجتمع اللقاح.

### نظريات مؤامرة أخرى
انتشرت معلومات مضللة على وسائل التواصل الاجتماعي تدعي أن شلل الأطفال ليس مرضًا حقيقيًا، وأن الأعراض المرتبطة به ناتجة عن التسمم بمادة دي دي تي. كما ذكرت دراسة نظرية مؤامرة أخرى تدعي أن الإدارة الوطنية الأمريكية للملاحة الجوية والفضاء (ناسا) تطلق بالونات مليئة بالمواد الكيميائية التي تؤدي إلى أعراض مثل شلل الأطفال. يدعي مقطع فيديو شاركه أكثر من 3,800 شخص على موقع فيسبوك وجود شريحة دقيقة في محاقن اللقاحات، وأن هذه الشريحة «تقدم للمسؤولين معلومات عن هوية الأفراد الذين أخذوا اللقاح أو لم يأخذوه».

## الأثر
بتغذية من المعلومات المضللة، تنتشر النشاطات المعادية للتلقيح بشكل متسارع على وسائل التواصل الاجتماعي.
أظهرت الدراسات أن مشاهدة موقع يحوي معلومات مضللة متعلقة بالتلقيح لمدة 5 إلى 10 دقائق تؤدي إلى تراجع حماس الشخص لأخذ اللقاحات. كشفت دراسة أجريت عام 2020 وجود ارتباط وثيق بين التنظيم كمجموعة على وسائل التواصل الاجتماعي وبين التعبير العلني عن شكوك متعلقة بسلامة اللقاحات. وجدت الدراسة ذاتها وجود علاقة وثيقة بين حملات التضليل الاجتماعي الأجنبية ورفض التغطية باللقاحات.
في عام 2003، حرضت الشائعات المتعلقة بلقاح شلل الأطفال التردد في التلقيح في نيجيريا وأدت إلى زيادة قدرها خمسة أضعاف في عدد الإصابات بشلل الأطفال في البلاد على امتداد ثلاث سنوات.

## التدابير المتبعة ضد المعلومات المضللة
خصصت عدة وكالات حكومية مثل مراكز السيطرة على الأمراض والوقاية منها في الولايات المتحدة وهيئة الخدمات الصحية الوطنية في المملكة المتحدة صفحات على مواقعها للتطرق إلى المعلومات المضللة المرتبطة باللقاحات. في عام 2020، أعلنت شركة فيسبوك أنها لن تسمح بالإعلانات المعادية للتلقيح على منصتها. قالت شركة فيسبوك أيضًا إنها سوف تزيد وصول منشورات منظمة الصحة العالمية ومنظمة الأمم المتحدة للطفولة (يونيسف)، وذلك بهدف زيادة معدلات التلقيح نم خلال حملات الصحة العامة. أعلنت شركة تويتر أنها سوف تطلب من المستخدمين حذف التغريدات التي تنشر معلومات خاطئة حول اللقاحات وتضع علامة تحذير على التغريدات الحاوية على إشاعات مختلف عليها أو غير دقيقة حول التلقيح. حذف موقع يوتيوب أكثر من 700,000 فيديو يحتوي على معلومات مضللة مرتبطة بمرض فيروس كورونا 2019، ومن بينها تلك التي تتحدث عن لقاح المرض.
أظهرت الدراسات أن مقدمي المعلومات العلمية يجب أن يواجهوا المعلومات المضللة بشكل مباشر بسبب تأثيرها السلبي على الجمهور الصامت الذي يراقب الجدل المتعلق بالتطعيم دون أن يشارك فيه. يجب أن يكون دحض المعلومات المضللة المتعلقة باللقاحات مباشرًا بهدف تجنب تأكيد المعلومات المضللة. من المفيد دمج الأدلة العلمية مع القصص التي ترتبط بأسس معتقدات الجمهور وأخلاقهم.